# Administrativní dělení Aland

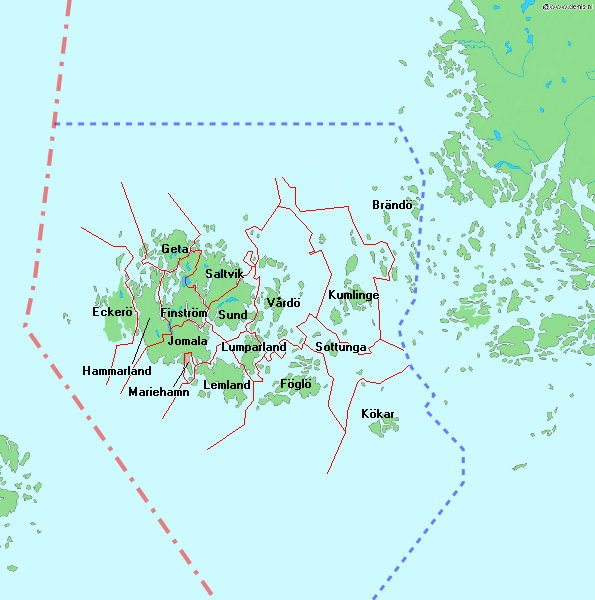
Administrativní dělení Aland

Alandy jsou souostroví v Baltském moři na jihozápad od Finska. Ze správního hlediska jde o autonomní, demilitarizovanou a švédsky mluvící provincii Finska. Alandy tvoří 16 obcí (finsky kunta, švédsky kommun), které jsou rozděleny do 3 okresů (finsky seutukunta, švédsky ekonomisk region). Zde je jejich seznam:
| Obec       | Okres      | Počet obyvatel | Rozloha (km²) | Zalidnění (obyv./km²) |
| ---------- | ---------- | -------------- | ------------- | --------------------- |
| Mariehamn  | Mariehamn  | 11 186         | 11,79         | 949                   |
| Jomala     | Venkov     | 4 102          | 142,53        | 29                    |
| Finström   | Venkov     | 2 514          | 123,25        | 20                    |
| Lemland    | Venkov     | 1 822          | 113,08        | 16                    |
| Saltvik    | Venkov     | 1 796          | 152,07        | 12                    |
| Hammarland | Venkov     | 1 507          | 138,17        | 11                    |
| Sund       | Venkov     | 1 025          | 108,06        | 9                     |
| Eckerö     | Venkov     | 952            | 107,69        | 9                     |
| Föglö      | Souostroví | 579            | 134,78        | 4                     |
| Brändö     | Souostroví | 487            | 108,07        | 5                     |
| Geta       | Venkov     | 474            | 84,34         | 6                     |
| Vårdö      | Souostroví | 450            | 101,50        | 4                     |
| Lumparland | Venkov     | 392            | 36,26         | 11                    |
| Kumlinge   | Souostroví | 364            | 99,26         | 4                     |
| Kökar      | Souostroví | 260            | 63,55         | 4                     |
| Sottunga   | Souostroví | 110            | 28,05         | 4                     |

- Počet obyvatel k 31. lednu 2011[1]
- Rozloha k 1. lednu 2011[2]